# Crypsis vaginiflora
Crypsis vaginiflora là một loài thực vật có hoa trong họ Hòa thảo. Loài này được (Forssk.) Opiz mô tả khoa học đầu tiên năm 1824.